# Kleinspitz
Der Kleinspitz gehört zur Rasse Deutsche Spitze. Diese ist eine von der FCI anerkannte deutsche Hunderasse (FCI-Gruppe 5, Sektion 4, Standard Nr. 97).

## Herkunft und Geschichtliches
Der Kleinspitz wurde zunächst überwiegend im Mannheimer Raum gezüchtet, weshalb er auch als Mannheimer Spitz bekannt war. Er wurde häufig auch als Zwergspitz bezeichnet, wodurch sich namentliche Verwechslungen mit dem heutigen Zwergspitz, der eine eigene Varietät der Rasse ist, ergeben. Diese Trennung zwischen Klein- und Zwergspitz, wie sie heute existiert, gab es in früheren Zeiten jedoch nicht – alle Spitze mit maximal 29 cm Schulterhöhe waren einheitlich Kleinspitze.

## Beschreibung
Der Kleinspitz ist ein fröhlicher, wachsamer und wetterfester Hund, ein guter Begleithund und hervorragender Zirkushund mit langen, weichen und lockeren Haaren in den Farben Weiß, Schwarz, Braun, Orange, andere Farben. Er ist 26 ± 3 cm groß und das Gewicht sollte zu der Größe passen.
Unter die Bezeichnung andere Farben fallen alle Farbtöne wie Creme, Creme-Sable, Orange-Sable, Black-and-tan und Schecken. Schecken müssen eine weiße Grundfarbe haben. Die schwarzen, braunen, grauen oder orangen Farbflecken müssen über den ganzen Körper verteilt sein.

## Wesen
Das soziale, friedliche Wesen des Kleinspitzes macht ihn zu einem unproblematischen Familienhund. Er hat ein hervorragendes Gehör, ist revier- und besitzverteidigend, aufmerksam, seinem Familienverband treu ergeben, jedoch misstrauisch gegenüber allem Fremden. Kindern gegenüber erweist sich ein gut sozialisierter Kleinspitz meist als geduldig.